# Полевська Зоя Миколаївна
Зоя Миколаївна Полевська  — українська і американська віолончелістка родом з Харкова, дочка музикантів Людмили і Миколи Полевських. 

## Біографія
Народилась 1925 року в місті Харкові у родині відомих музикантів Людмили Тимошенко-Полевської та Миколи Полевського. Закінчила Харківську консерваторію в класі своєї матері Л. Тимошенко-Полевської, пізніше навчилася у Віденській музичній академії. 1951 року переїхала до Сполучених Штатів Америки.   
З успіхом виступала як солістка симфонічних концертів у Австрії (під диригуванням В. Фуртвенглера), в Італії (з оркестром «La Scala» та ін.), а також із самостійними концертами в Австрії, Італії, Канаді й США, зокрема в Карнегі-Хол у Нью-Йорку.
В її репертуар входили твори «Сюїта» № 3 C-dur Й.-С. Баха, «Концерт для віолончелі з оркестром» h-mol, op. 104 А. Дворжака, «Балада для віолончелі з фортепіано» Л. Ревуцького, твори для віолончелі  А. Казелли та ін. 
За виконання творів італійського композитора Альфредо Казелли Зоя Палевська одержала у подарунок дві написані для неї композиції "Ноктюрн" і "Гаронтема".  
Музикознавці високо оцінювали творчість Зої Полевської, зокрема  Микола Фоменко  в резенції на концерт віолончелістки 16 грудня 1951 року в Карнегі-Хол відзначав:  
|                                                                            | «Чудова кантилена, почуття міри динаміки і на всьому її виконанні лежить якась то ніжна щирість і, я б сказав, жіночість. Про технічний бік справи я вже говорив; її техніка цілком завершена. Що до чистоти інтонації Зої Полевської – болюче місце багатьох струнних виконавців, – то вона є бездоганна» |
| — Микола Фоменко, Микола Фоменко «Концерт Зої Полевської». Свобода 1951: 3 | |